# Åsa-Nisse på semester
Åsa-Nisse på semester är en svensk komedifilm från 1953 i regi av Ragnar Frisk.
Filmen hade premiär 4 september 1953.

## Handling
Åsa-Nisse får besök av släktingen Doris från USA. Nisse, Klabbarparn och Doris åker till Stockholm, men där tappar Nisse och Klabbarparn bort Doris, som råkat i en händerna på en sol-och-vårare. Nisse och Klabbarparn hamnar istället på Nordiska Museet, där Artur Rolén visar sig ha oanade kvaliteter i konsten att härma en skyltdocka. Efter att de återfunnit varandra blir Doris bestulen och det leder till ett vilt slagsmål som det sprakar och fräser om.
Filmen innehåller också bland annat en scen där Åsa-Nisse och Klabbarparn byter ut det vanliga sockret mot skrattsocker hos byns kvinnliga jujutsu-klubb.

## Om filmen
Klipp ur filmen ingår i kavalkadfilmen Dessa fantastiska smålänningar med sina finurliga maskiner från 1966

## Mottagande
"Hur länge skall det dröja innan John Elfström upptäcker att han egentligen är på tok för bra för att få traska omkring och spela apa i den här sortens filmer?" skrev signaturen "Dole" i Svenska Dagbladets recension.

## Rollista
- John Elfström - Åsa-Nisse
- Artur Rolén - Klabbarparn
- Helga Brofeldt - Eulalia
- Mona Geijer-Falkner - Kristin
- Gustaf Lövås - Sjökvist
- Willy Peters - Landsfiskal Klöverhage
- Erna Groth - Doris Nelson
- Julia Cæsar - Landsfiskalens moster
- Dagmar Olsson - talare på kvinnomötet
- Wiktor Kulörten Andersson - Knohultarn
- Bertil Boo - sångare
- Josua Bengtson - Jönsson, smed
- John Botvid - vaktmästare på Nordiska museet
- Lennart Lundh - Kirre, "direktör Andersson", skojare
- Ragnar Klange - prosten
- Bellan Roos - kund i handelsboden
- Pia Lundman - flicka på partyt
- Iréne Gleston - flicka på partyt
- Stig Johanson - kontrollant
- Alf Östlund - man i restaurangvagnen
- Svea Holst - Johanna, Knohultarns käring
- Helge Karlsson - tillståndskontrollant
- Birger Lensander - kund i handelsboden
- Evert Granholm - man på partyt som öppnar för grannen
- Arne Stivell - konduktören som trängs i tågkorridoren
- Elgina Quist - deltagare i kvinnomötet/kvinna på Nordiska museet som undrar hur mycket klockan är
- John Starck - man i restaurangvagnen
- Katarina Taikon - flicka på partyt
- Inger Axö - flicka i barnkören
- Yvonne Axö - flicka i barnkören
- Olle Bergvall - Polis vid Djurgårdsbron[5]

## Musik i filmen
- Burlatskaja/Svornik russkich narodnych psen/Éj uchnem'! (Pråmdragarnas sång/Volgasången), svensk text Miguel Torres (Helge Roundquist, instrumental
- Vila vid denna källa (Oförmodade avsked, förkunnat vid Ulla Winblads frukost en sommarmorgon i det gröna), kompositör och text Carl Michael Bellman, instrumental
- Vakna nu min sköna, ur Gluntarne, kompositör och text Gunnar Wennerberg, sång Gustaf Lövås
- Min sommarvisa, kompositör Sven Rüno, text Arne Ossian, sång Bertil Boo
- Blå drömmar, kompositör och text Gus Dahlström, instrumental
- Min cowboymärr, kompositör Sven Rüno, text Arne Ossian, sång Erna Groth[6]